# Pseudophoxinus
Pseudophoxinus é um género de peixe actinopterígeo da família Cyprinidae.
Este género contém as seguintes espécies:
- Pseudophoxinus alii Küçük, 2007
- Pseudophoxinus anatolicus (Hankó (hu), 1925)
- Pseudophoxinus antalyae Bogutskaya, 1992
- Pseudophoxinus atropatenus (Derjavin, 1937)
- Pseudophoxinus battalgilae Bogutskaya, 1997
- Pseudophoxinus burduricus Küçük, Gülle, Güçlü, Çiftçi & Erdoğan, 2013 [1]
- Pseudophoxinus callensis (Guichenot, 1850)
- Pseudophoxinus caralis (Battalgil, 1942)
- Pseudophoxinus crassus (Ladiges (de), 1960)
- Pseudophoxinus drusensis (Pellegrin, 1933)
- Pseudophoxinus egridiri (M. S. Karaman (sr), 1972)
- Pseudophoxinus elizavetae Bogutskaya, Küçük & Atalay, 2006
- Pseudophoxinus evliyae Freyhof & Özuluğ, 2010 [2]
- Pseudophoxinus fahrettini Freyhof & Özuluğ, 2010 [3]
- Pseudophoxinus firati Bogutskaya, Küçük & Atalay, 2006
- Pseudophoxinus handlirschi (Pietschmann, 1933)
- Pseudophoxinus hasani Krupp, 1992
- Pseudophoxinus hittitorum Freyhof & Özuluğ, 2010 [4]
- Pseudophoxinus iconii Küçük, Gülle & Güçlü, 2016 [5]
- Pseudophoxinus kervillei (Pellegrin, 1911)
- Pseudophoxinus libani (Lortet, 1883) [6]
- Pseudophoxinus maeandri (Ladiges (de), 1960)
- Pseudophoxinus maeandricus (Ladiges (de), 1960)
- Pseudophoxinus mehmeti Ekmekçi, Atalay, Yoğurtçuoğlu, Turan & Küçük, 2015 [7]
- Pseudophoxinus ninae Freyhof & Özuluğ, 2006
- Pseudophoxinus punicus (Pellegrin, 1920)
- Pseudophoxinus sojuchbulagi (Abdurakhmanov, 1950)
- Pseudophoxinus syriacus (Lortet, 1883)
- Pseudophoxinus turani Küçük & Güçlü, 2014 [8]
- Pseudophoxinus zekayi Bogutskaya, Küçük & Atalay, 2006
- Pseudophoxinus zeregi (Heckel, 1843)